# Bình canopic

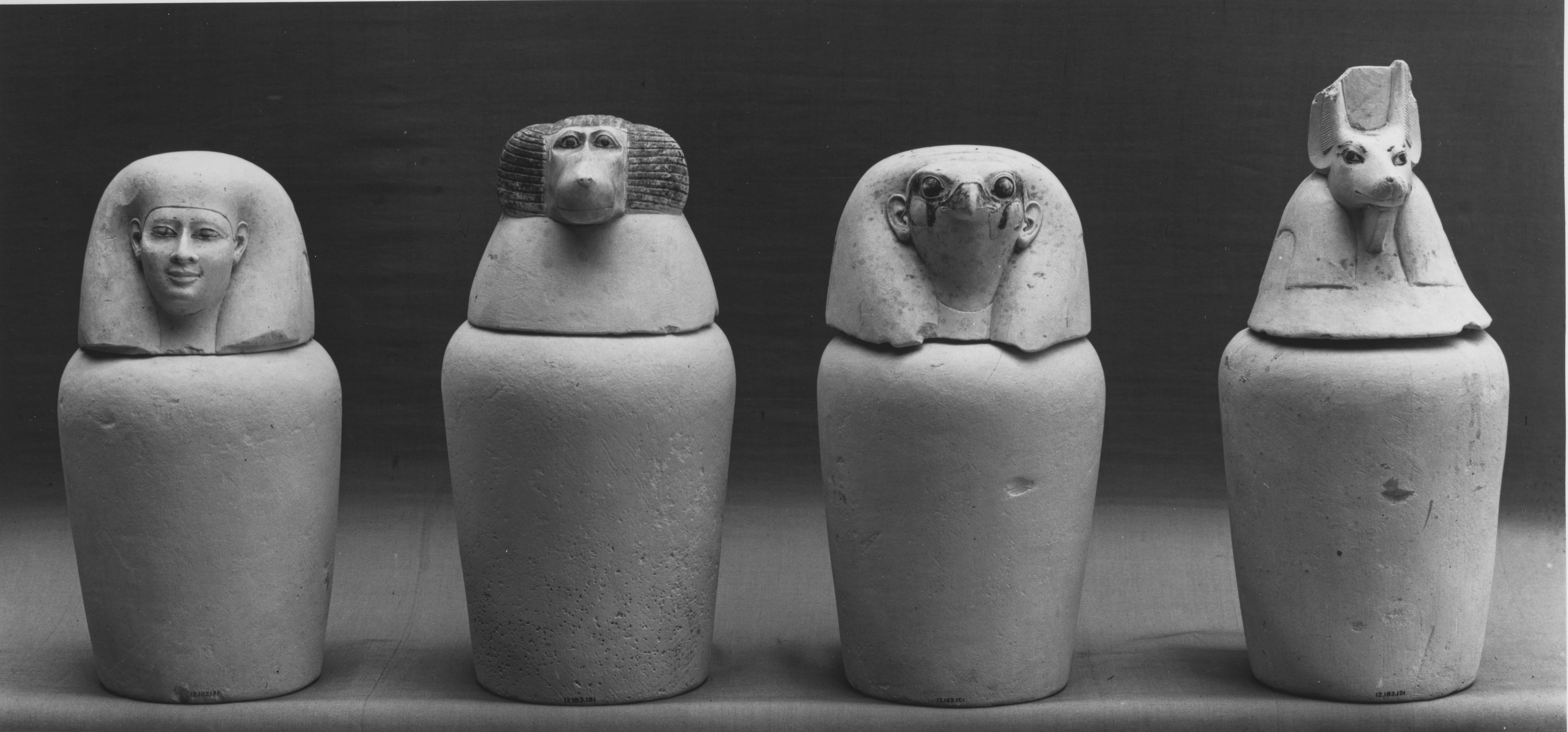
Bình canopic với nắp là đầu của Bốn người con của Horus

Bình canopic là những chiếc bình được sử dụng để cất giữ và bảo quản nội tạng của người chết trong nghi thức tang lễ của người Ai Cập cổ đại. Những chiếc bình này có thể được làm bằng gốm sứ, thạch cao, đá vôi, gỗ... tùy thuộc vào vị trí trong xã hội của người chết lúc bấy giờ. Những chiếc bình canopic đã được sử dụng từ thời kỳ Cổ vương quốc cho đến thời Hậu nguyên hoặc thời kỳ Ai Cập thuộc Hy Lạp.

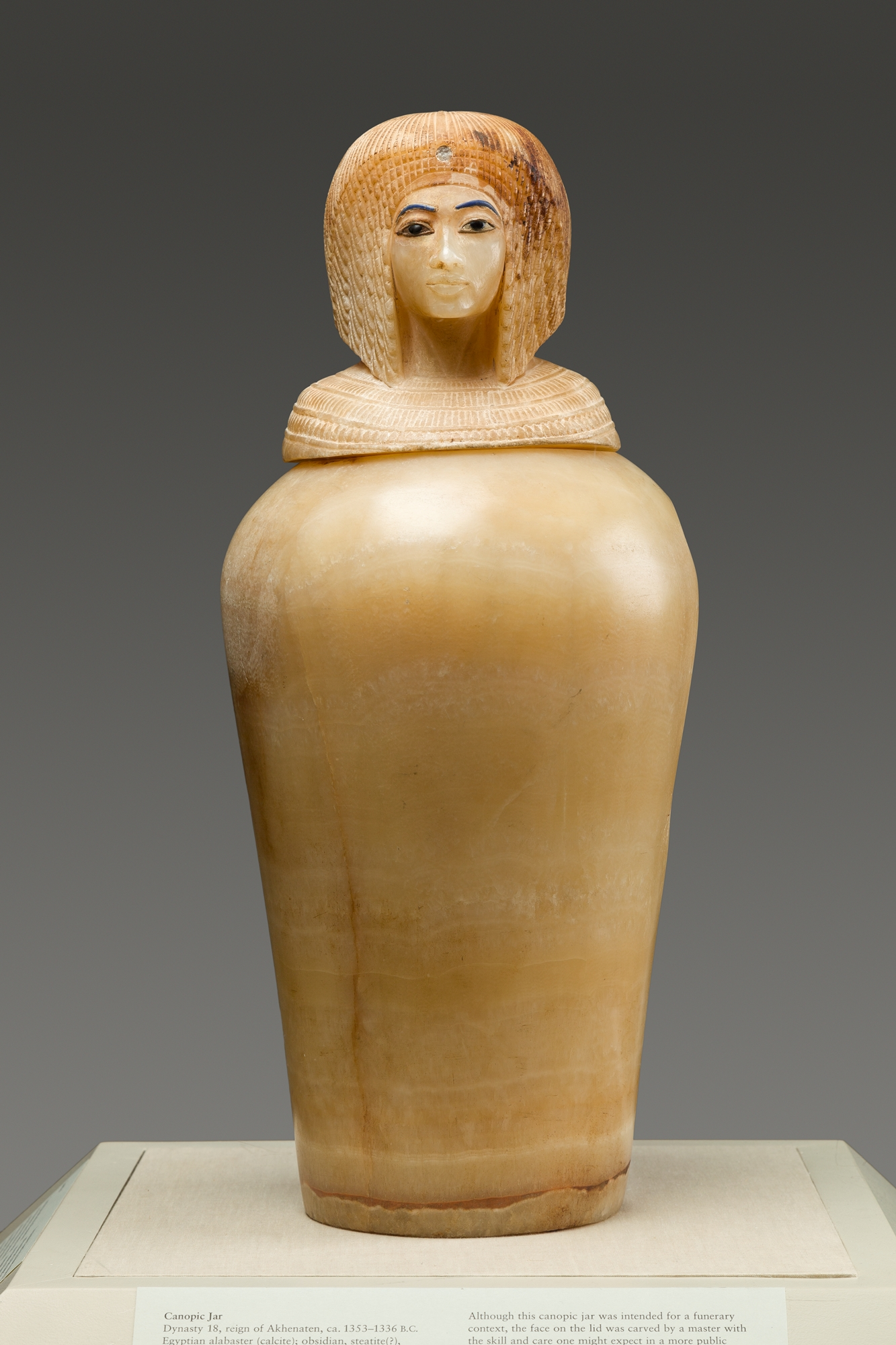
Bình canopic của thứ phi Kiya, vợ của Akhenaten (Vương triều thứ 18)

## Tên gọi
Cái tên "canopic" không phải bắt nguồn từ Ai Cập mà xuất phát từ tiếng Hy Lạp, chúng được đặt theo tên một vị thần trong thần thoại Hy Lạp, là Canopus. Canopus là một hoa tiêu trên con tàu chiến của vua Menelaus. Trong một lần ghé thăm Ai Cập, chàng bị rắn cắn và chết. Vua Menelaus đã cho chôn cất chàng ngay tại vùng đất đó, về sau được người Hy Lạp gọi là Canopus. Những chiếc bình tế phẩm dâng lên Canopus có hình dạng đầu người với phần bụng phình căng.

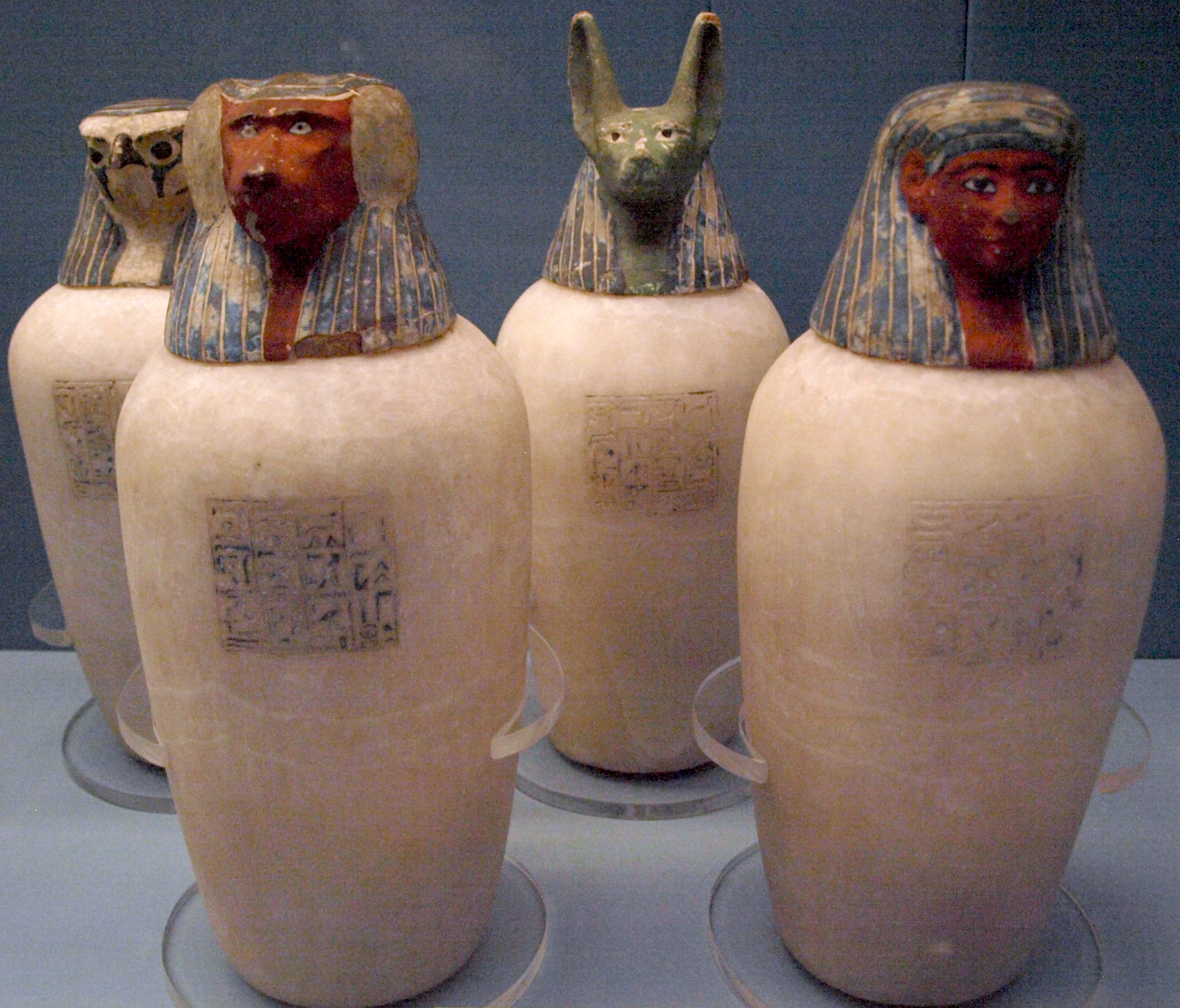
Bình canopic của Neskhons, vợ của tư tế Pinedjem II

## Lịch sử và sử dụng
Những chiếc bình canopic cổ xưa nhất có từ thời Cổ vương quốc, hiếm khi được khắc chữ và có nắp đậy khá đơn giản. Dưới thời Trung vương quốc, nắp của bình canopic được tạc theo hình đầu người. Từ Vương triều thứ 19 cho đến hết thời kỳ Tân vương quốc, những nắp bình canopic mới được tạc theo hình đầu của 4 vị thần trong thần thoại Ai Cập, là những người bảo vệ cho 4 cơ quan nội tạng của người chết: gan, dạ dày, phổi và ruột. Riêng trái tim sẽ được giữ lại trong ngực vì theo quan niệm của người Ai Cập khi đó, tim là chỗ trú ngụ của linh hồn và rất cần thiết khi về thế giới bên kia[a]. Tuy nhiên, não lại không được giữ lại; họ dùng một cái móc dài nhét vào mũi, lên đến tận sọ người chết và ngoáy móc để làm vỡ não. Não lỏng được rót ra ngoài theo đường mũi và bỏ đi.
Bốn vị thần bảo vệ nội tạng kể trên là những người con của vị thần bầu trời tối cao Horus. Mỗi người được bảo vệ bởi một nữ thần đồng hành, lần lượt là:
- Imset, vị thần đầu người chịu trách nhiệm bảo vệ gan, thần bảo trợ phía nam và được nữ thần Isis bảo vệ. Imset là vị thần duy nhất mang đầu người trong số 4 anh em.
- Duamutef, vị thần đầu chó rừng chịu trách nhiệm bảo vệ bao tử, thần bảo trợ phía đông và được nữ thần Neith bảo vệ.
- Hapi, vị thần đầu khỉ đầu chó chịu trách nhiệm bảo vệ phổi, thần bảo trợ phía bắc và được nữ thần Nephthys bảo vệ.
- Qebehsenuef, vị thần đầu diều hâu chịu trách nhiệm bảo vệ ruột, thần bảo trợ phía tây và được nữ thần Serket bảo vệ.

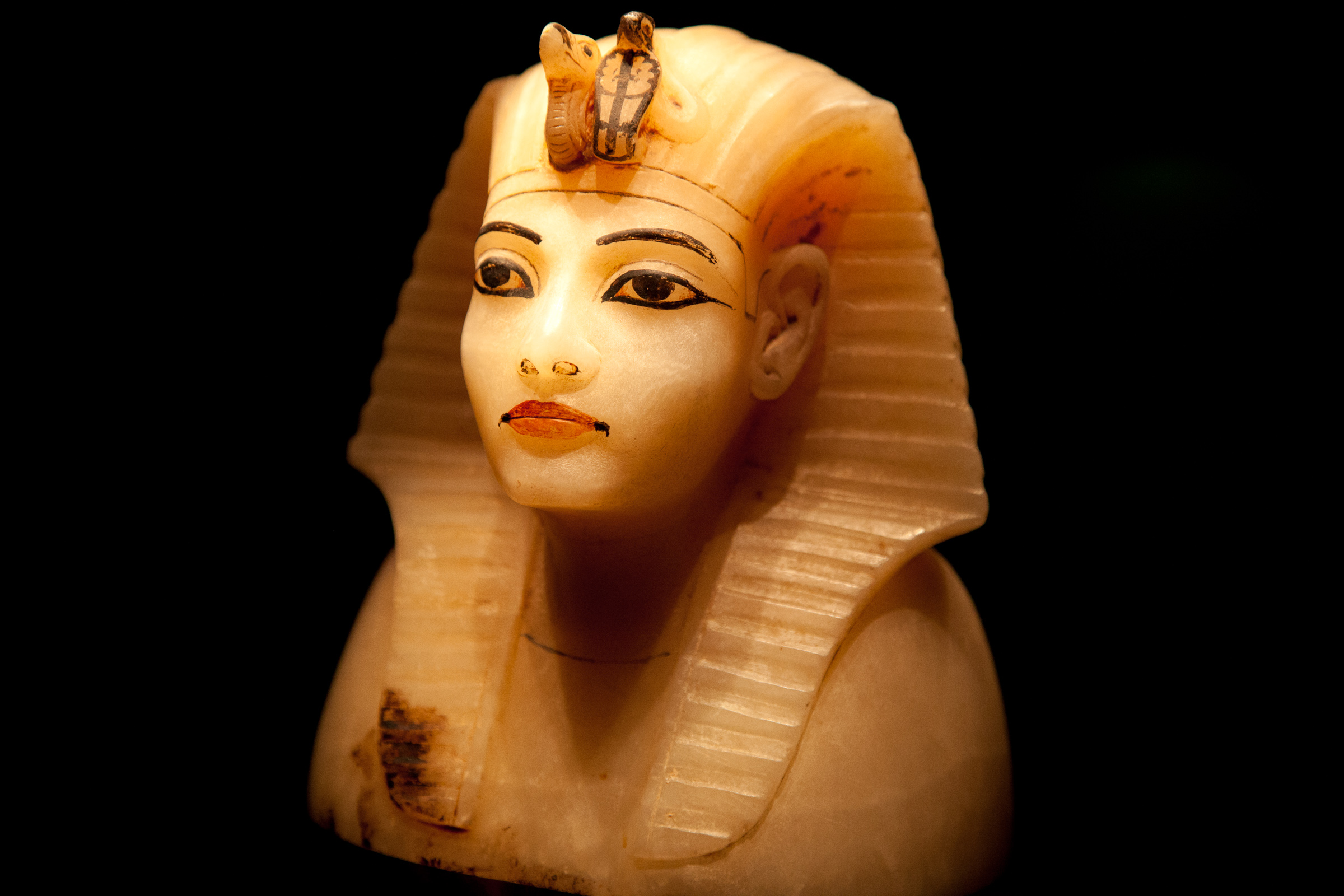
Nắp bình canopic của pharaon Tutankhamun

Kể từ Vương triều thứ 21 trở đi, kỹ thuật ướp xác được cải thiện cho phép các cơ quan nội tạng được giữ lại bên trong xác ướp. Những chiếc bình canopic không còn được sử dụng nữa nhưng vẫn là một phần không thể thiếu trong nghi thức an táng của người Ai Cập; tuy nhiên chúng lại không được khoét lỗ bên trong.

## Rương canopic

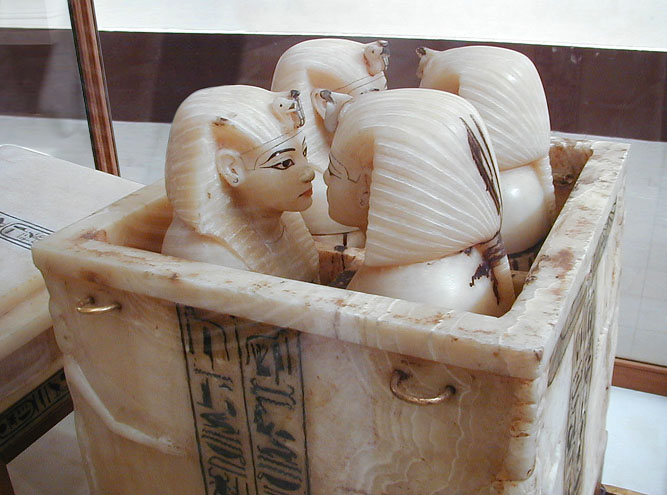
Rương thạch cao đựng bình canopic của Tutankhamun

Cả bốn chiếc bình canopic được đặt trong một cái rương được gọi là "rương canopic" và được đặt trong các ngôi mộ cùng với chiếc quách của người chết. Mặc dù những bằng chứng về việc loại bỏ nội tạng không được tìm thấy mãi cho đến triều đại của pharaon Khufu, nhiều rương canopic tại nghĩa trang Saqqara được tìm thấy có từ thời Vương triều thứ 2.
Những chiếc rương có hình vuông, có các cạnh dài khoảng 45 tới 60 cm, thường được làm bằng gỗ và có khắc chữ. Một điều đáng nói là có vẻ như, những chiếc rương canopic dưới thời kỳ cai trị của các Đại tư tế Amun ở Trung và Thượng Ai Cập (cai trị song song với các vua ở Tanis thuộc Vương triều thứ 21) có số lượng nhiều hơn bất cứ thời kỳ nào trong lịch sử Ai Cập cổ đại.